# 道布
道布（1934年11月15日—），笔名容舟，蒙古族，辽宁凌源人，中国社会科学院民族学与人类学研究所研究员，中国社会科学院荣誉学部委员。1957年毕业于中央民族学院语文系。